# Kounoumon
Kounoumon est une localité du nord de la Côte d'Ivoire qui se situe dans le département de Boundiali, dans la Région des savanes.